# Uafhængighed (politik)
 For alternative betydninger, se Uafhængighed. (Se også artikler, som begynder med Uafhængighed).
Uafhængighed betegner den situation, som en nation, land eller en stat befinder sig i, såfremt områdets befolkning (eller dele heraf) udøver selvbestemmelse, og oftest suverænitet, over territoriet. Den uafhængige stat kan således disponere over samfundets indretning indenfor territoriet og har folkeretlig evne til at disponere i forhold til andre stater. 
Graden af uafhængighed kan variere for de enkelte lande. Visse områder kan have et begrænset selvstyre på udvalgte områder, men være underlagt en anden stats dispositioner, ligesom delstater kan have fuld uafhængighed på nogle områder, men være underlagt en føderal statsdannelse. Lande kan indgå forpligtende samarbejder, eksempelvis EU, hvor der på nogle udvalgte områder er overdraget dispositionsret til det overnationale organ. Tilsvarende kan en stat være politisk uafhængig, men være økonomisk eller militært afhængig af andre stater. 
For lande, der tidligere har været en del af en anden stat, fejres dagen for uafhængighed ofte ved en uafhængighedsdag. 